# Fílis e Aristóteles

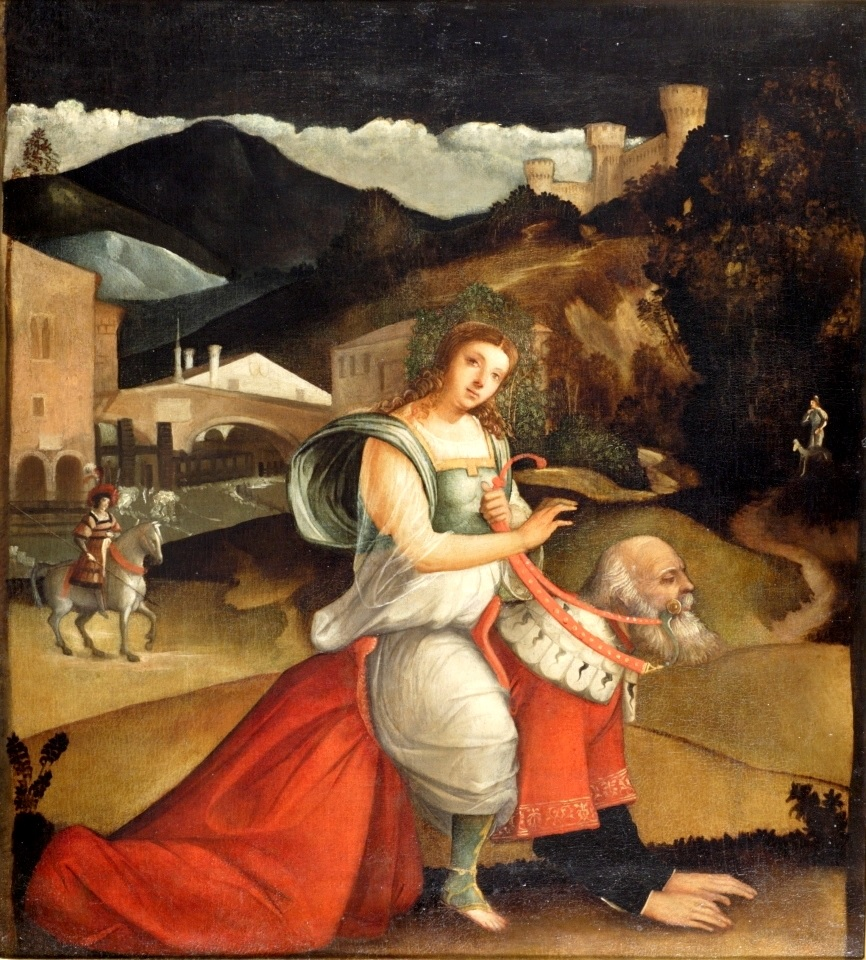
Têmpera e óleo sobre tela do século XVI de Giovanni Buonconsiglio.

Fílis e Aristóteles é um conto preventivo medieval sobre o triunfo de uma mulher sedutora, Fílis, sobre o intelecto masculino, representado pelo filósofo grego Aristóteles. É uma das várias histórias do Poder das Mulheres da época. Entre as primeiras versões está a obra francesa Lai d'Aristote de 1220.
A história da dominatrix e do famoso intelectual foi utilizada por artistas do século XII em diante em esculturas em pedra nas igrejas, painéis de madeira ou marfim, tecidos como tapeçarias, gravuras, pinturas a óleo, jarros de bronze e vitrais. Artistas que realizaram trabalhos sobre o tema incluem Hans Baldung, Albrecht Dürer, Lucas Cranach, Alessandro Turchi, entre outros.

## História
De acordo com a lenda, o tutor de Alexandre, o Grande, Aristóteles, o aconselha a evitar Fílis para se concentrar em seus estudos e deveres reais. Fílis decide vingar-se de Aristóteles e acaba seduzindo o filósofo. Como prova de amor ela o obriga a ficar de quatro no chão do jardim para que ela desempenhe um papel de dominadora enquanto cavalga nas costas dele e o chicoteia. Alexandre, que já havia sido alertado por Fílis sobre o que iria acontecer, testemunha a humilhação de seu tutor, provando que os encantos de uma mulher podem superar até o intelecto do maior filósofo. Em algumas versões, Fílis é descrita como amante ou esposa de Alexandre, enquanto em outras ela é descrita como amante do rei, pai de Alexandre.

### Origem
O Museu do Louvre diz que a história originou-se em escritas do alemão Jacques de Vitry no século XIII. A obra francesa Le Lai d'Aristote é conhecida de manuscritos datados de 1220, geralmente atribuídos pelos estudiosos a Henri d'Andeli ou Henri de Valenciennes.
Em 1386, o poeta inglês John Gower incluiu um resumo da história em seu Confessio Amantis, uma coleção de histórias de amor imoral contadas em verso. Ela aparece no poema sobre Apolônio de Tiro, onde Gower conta que a lógica e os silogismos do filósofo não o salvam. Também no século XIV, o Dominicano John Herold escreveu uma versão em latim do conto. No século XV, foi destaque na comédia alemã Ain Spil van Maister Aristotiles (em português: "Uma Peça do Mestre Aristóteles").

## Galeria

### Idade Média

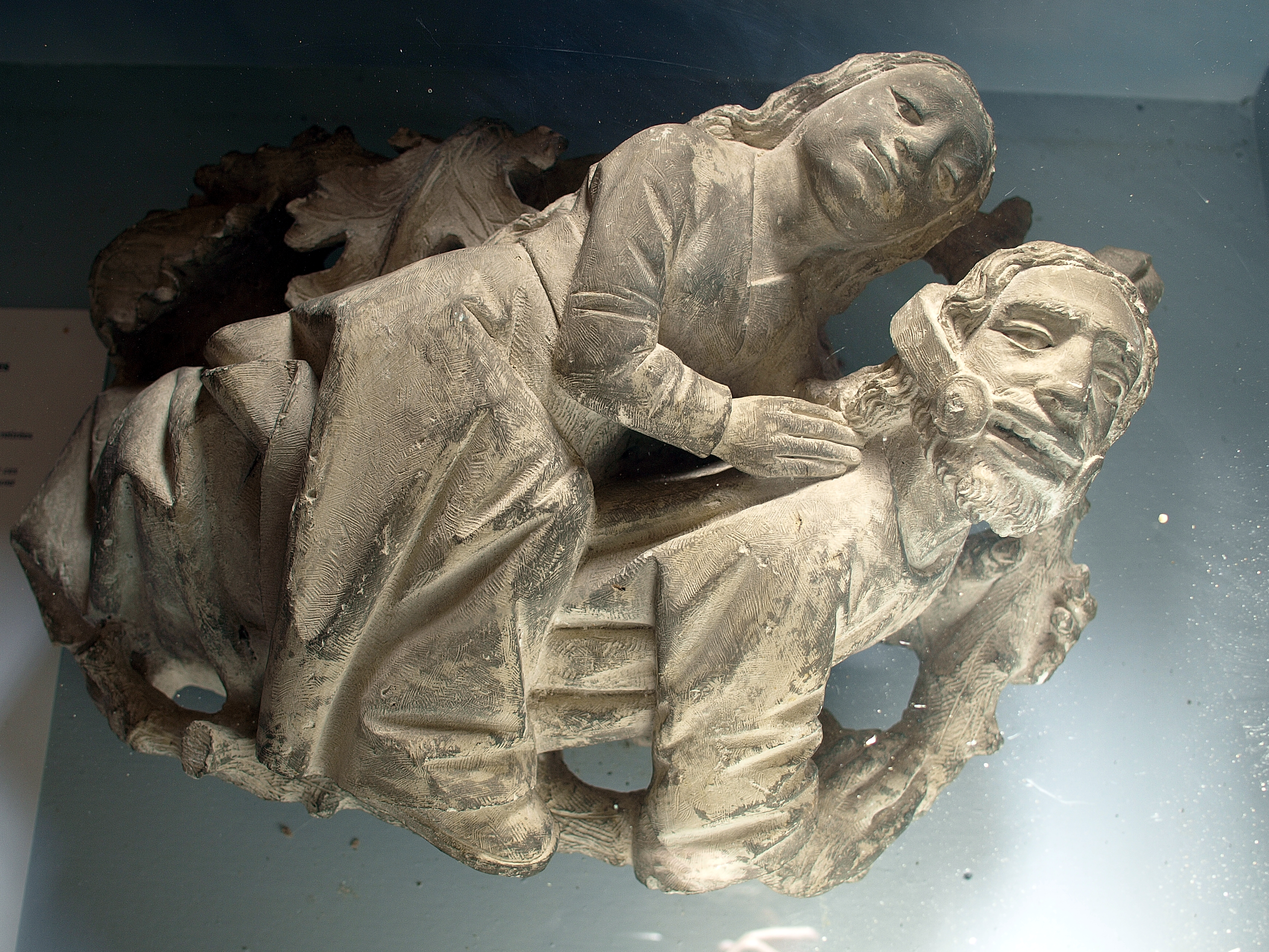
Escultura de pedra, Abadia de Cadouin, França, século XII
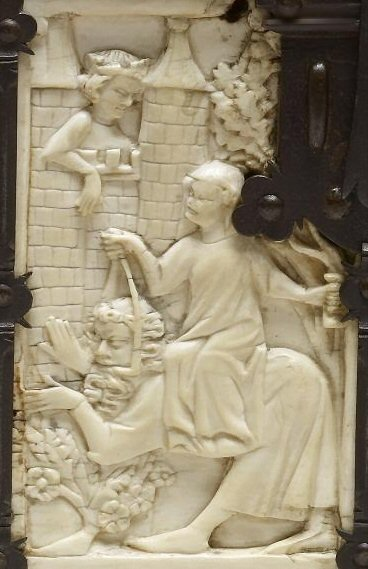
Painel de um caixão de marfim gótico, França, 1330-1350
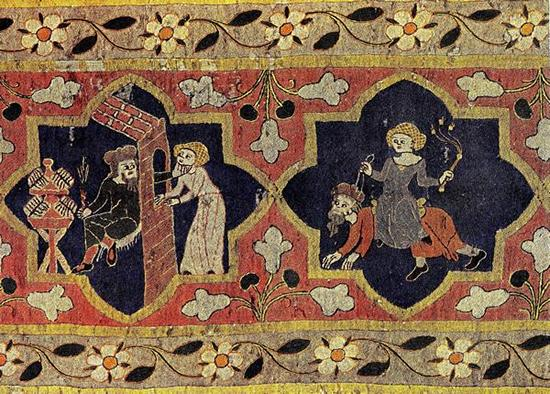
Tapete, Friburgo, Alemanha, século XIV
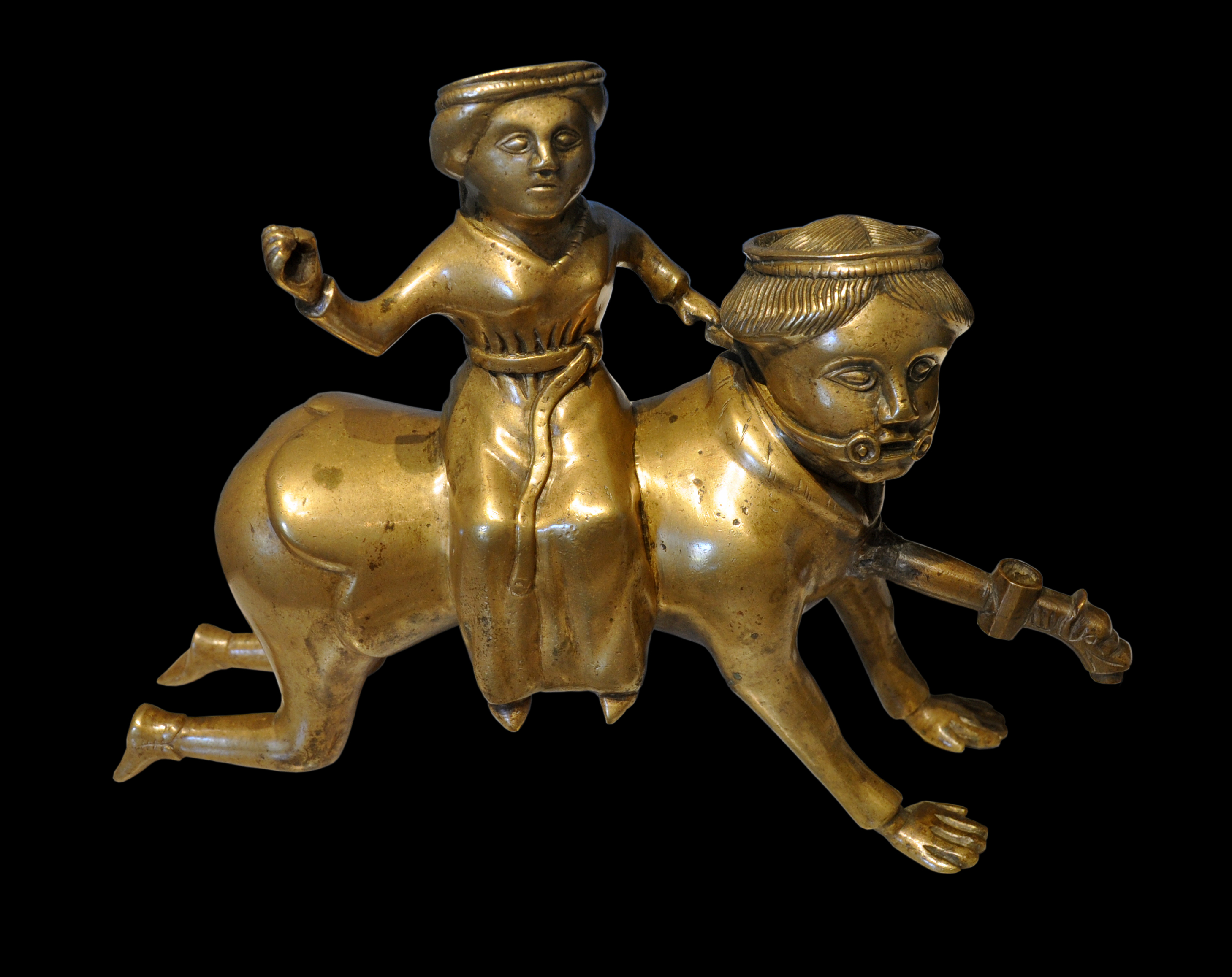
Aquamanil de bronze, presume-se que sua origem seja da cidade de Maasland, 1400–1450
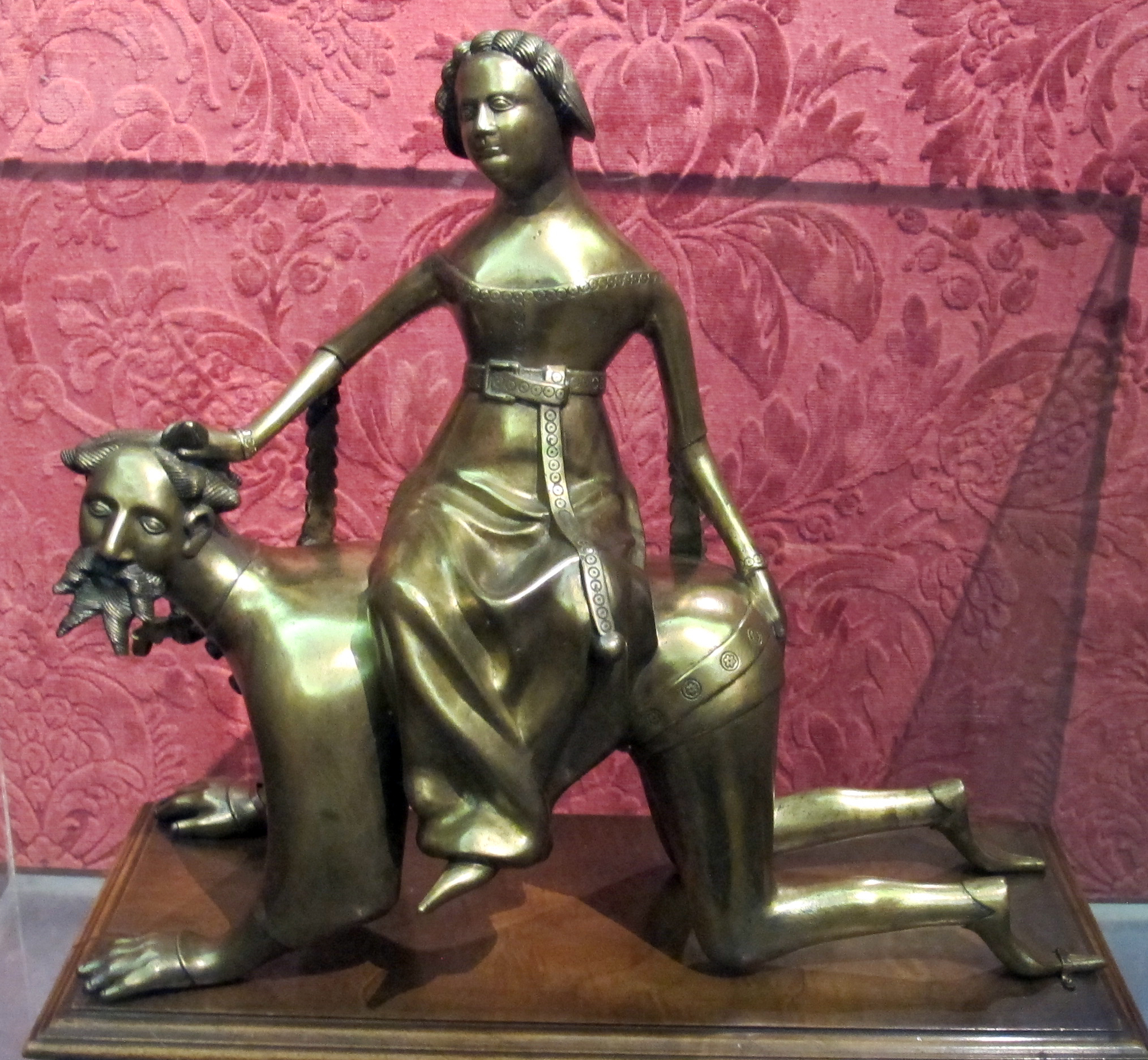
Outro aquamanil de bronze com Fílis em cima de Aristóteles, Maasland, aprox. 1400
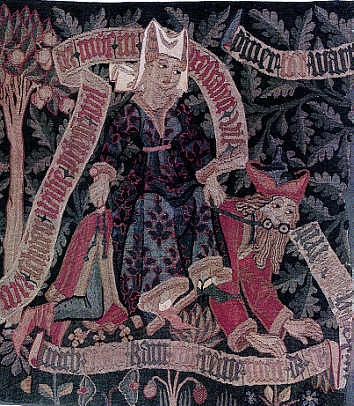
Detalhe de tapeçaria, Basileia, década de 1470

### Idade Moderna

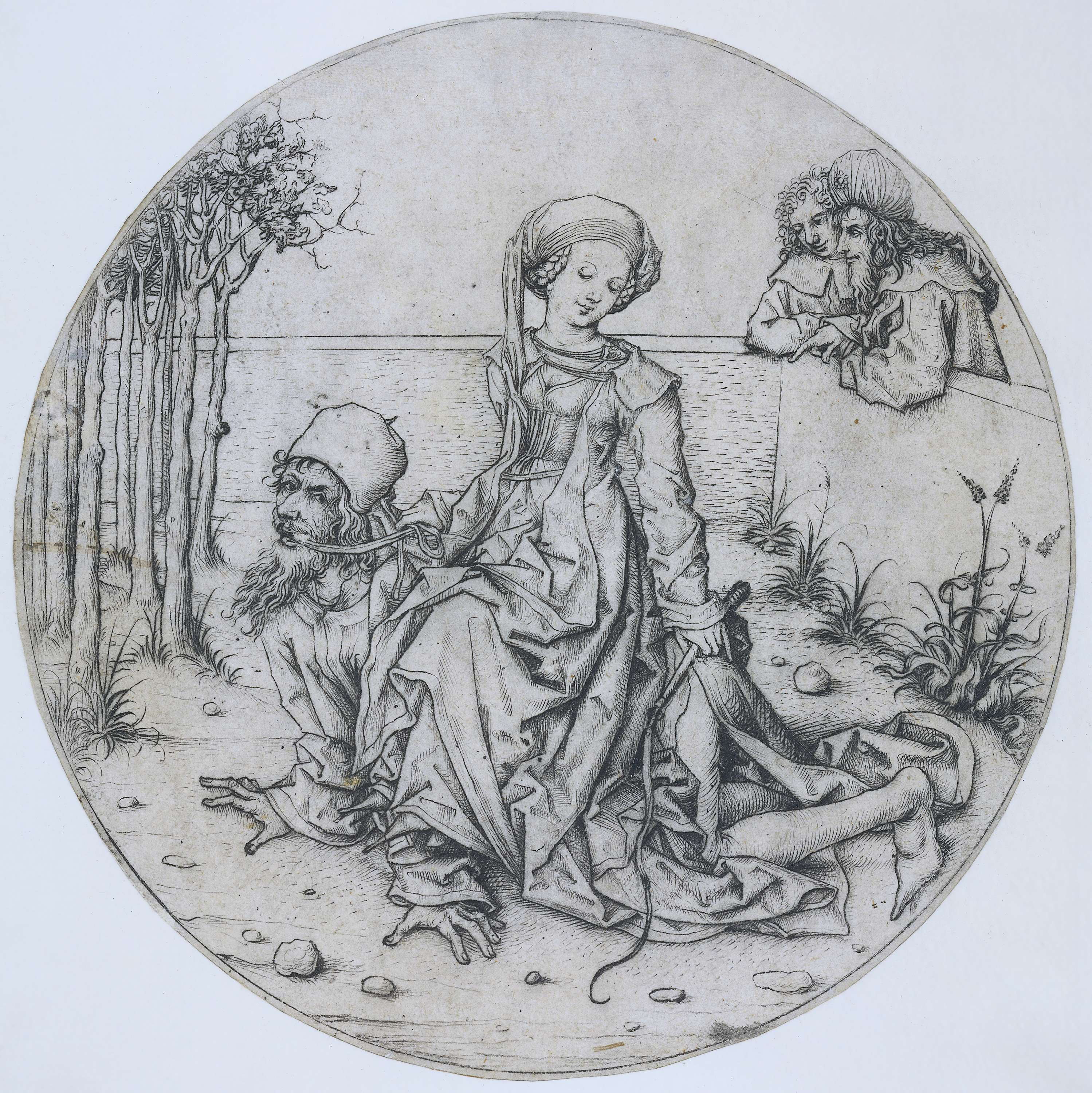
Ponta-seca feita pelo Mestre de Housebook, aprox. 1490
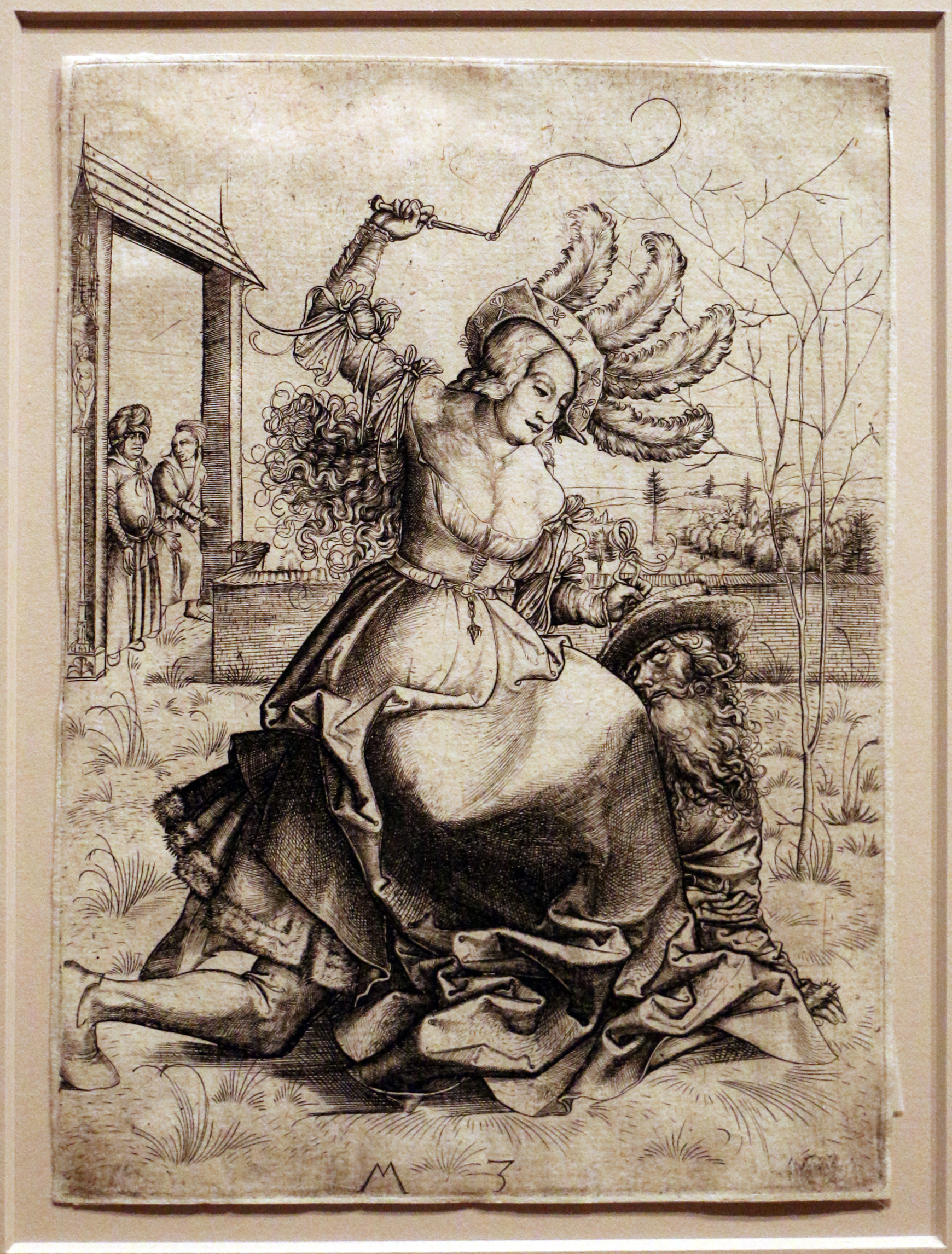
Gravura feita por Mestre MZ, aprox. 1500
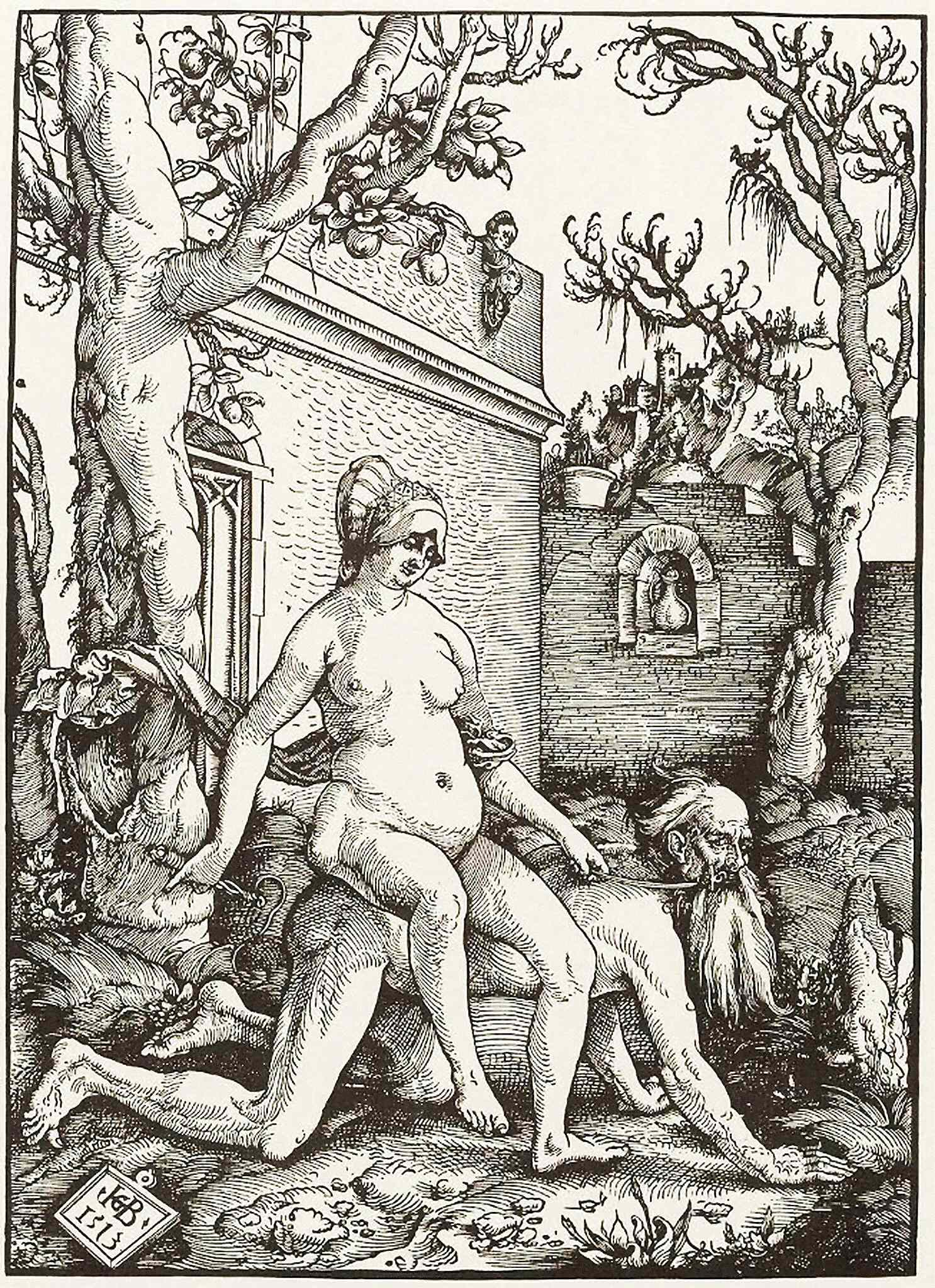
Xilogravura feita por Hans Baldung em 1515
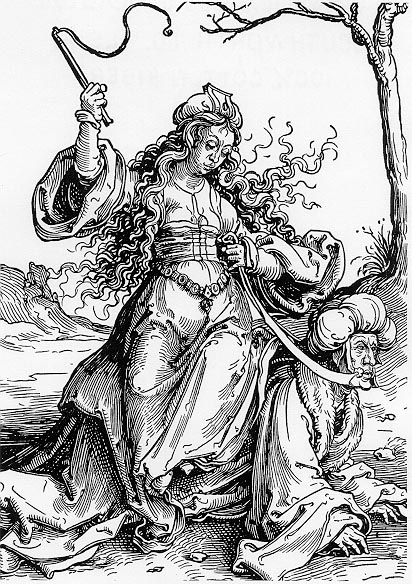
Gravura feita por Lucas van Leyden, aprox. 1520
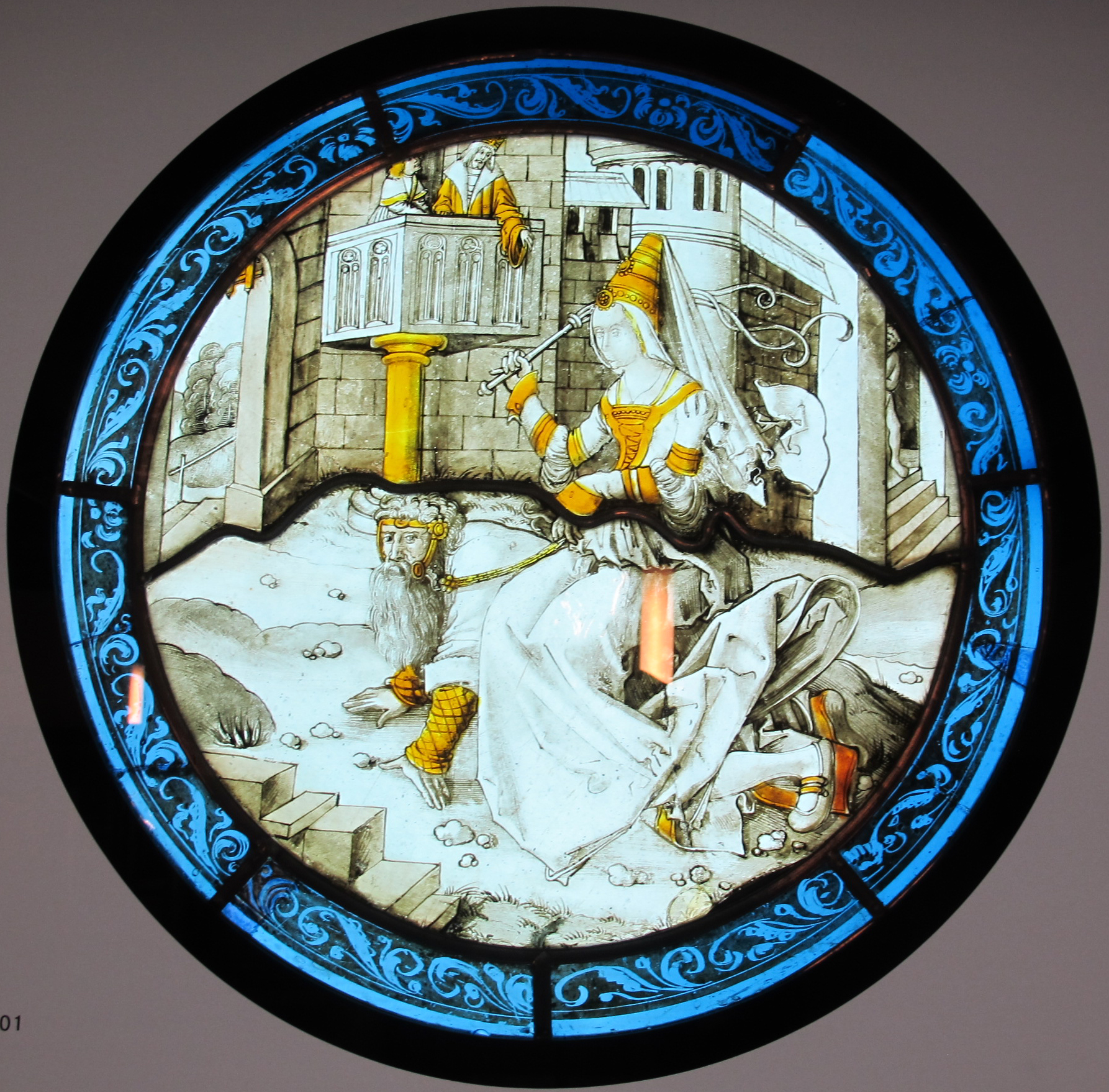
Vitral, Alemanha, aprox. 1520
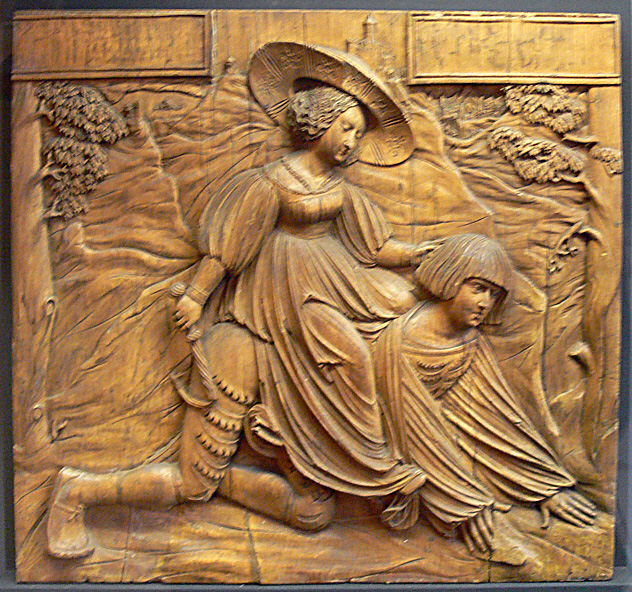
Obra em madeira feita pelo escultor alemão Mestre de Ottobeuren, 1523
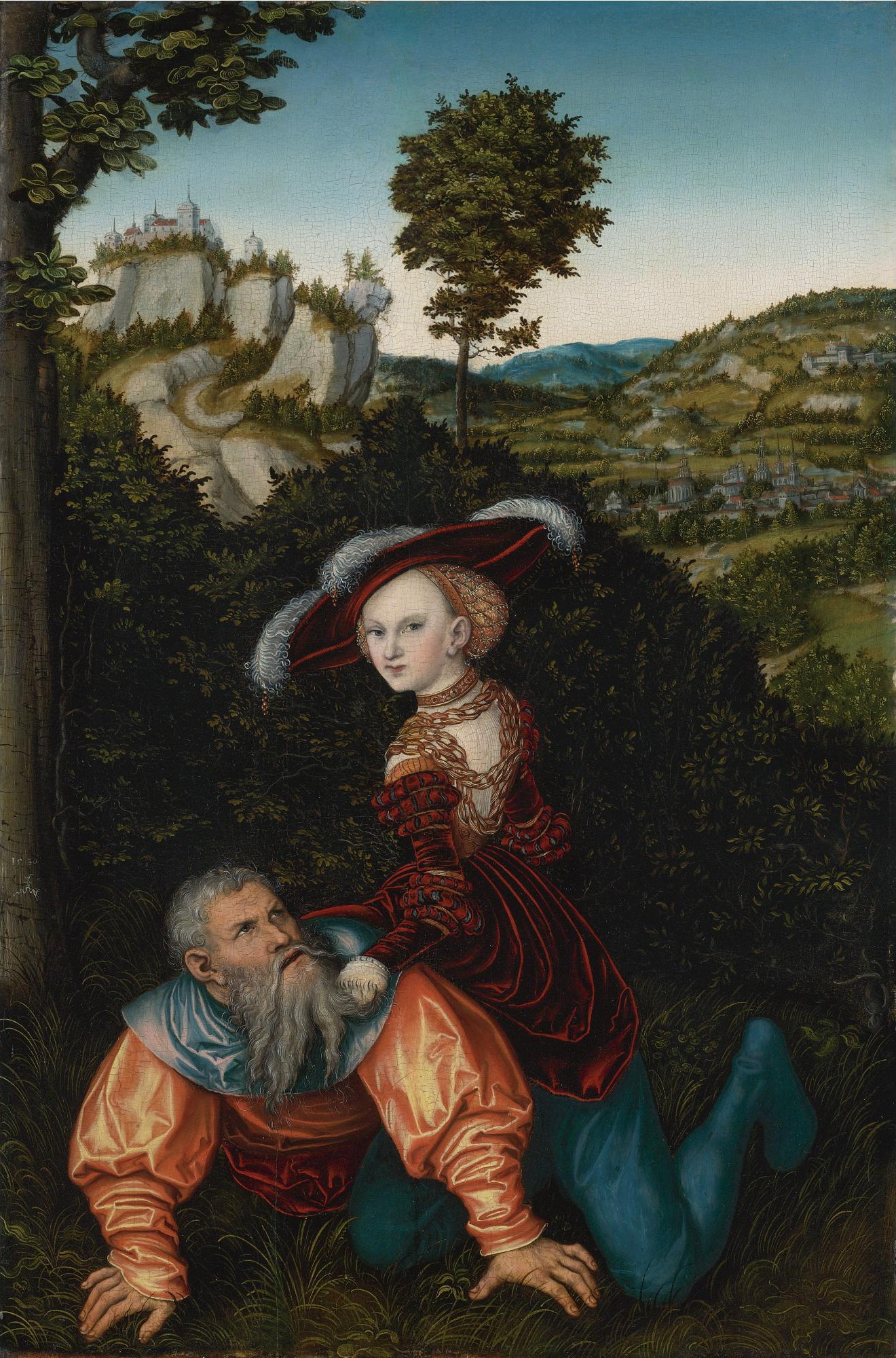
Óleo no painel por Lucas Cranach, o Velho, 1530
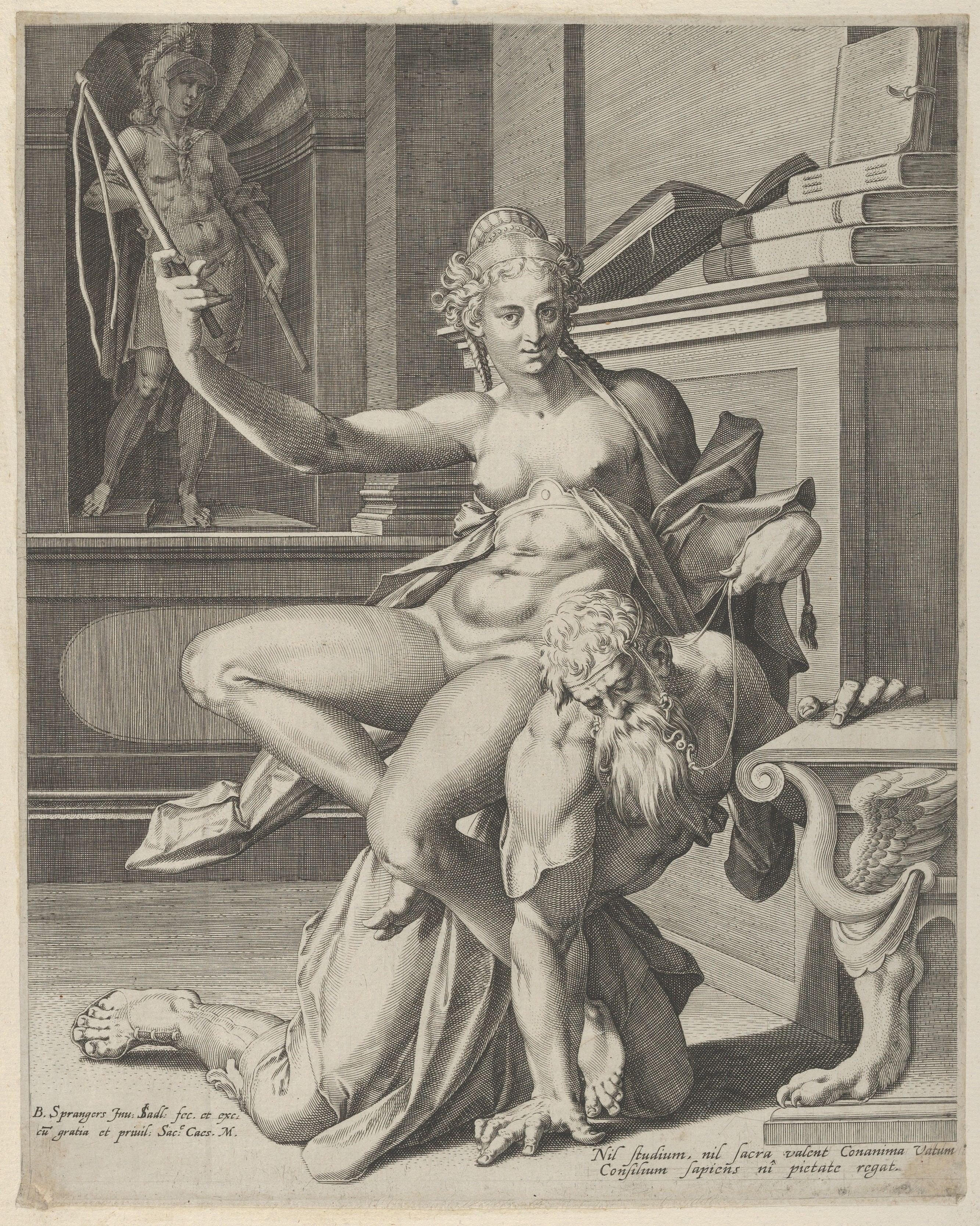
Gravura de Johan Sadeler e Bartholomeus Spranger, século XVI
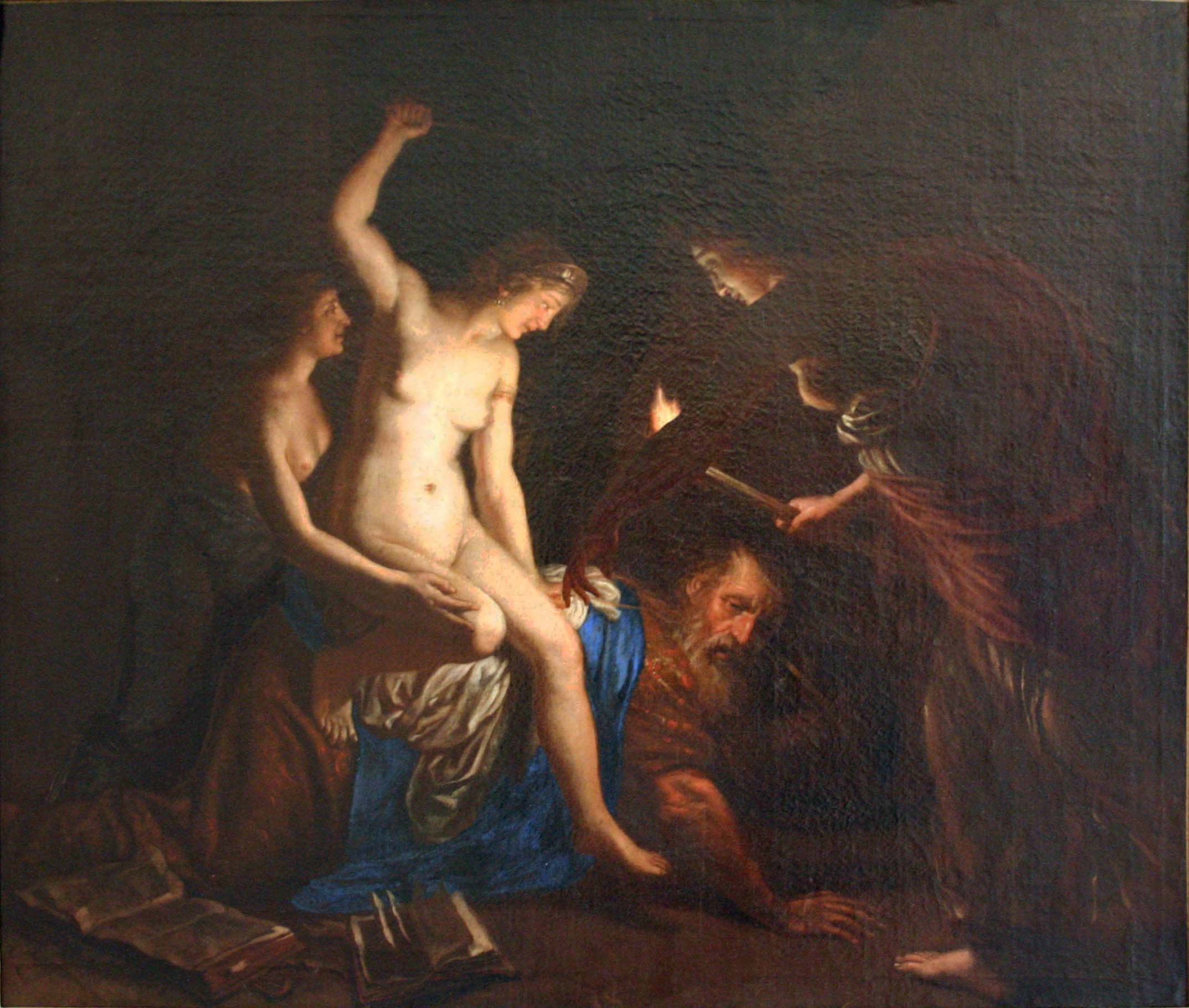
Óleo sobre tela atribuído a Alessandro Turchi, 1713

### Idade Contemporânea

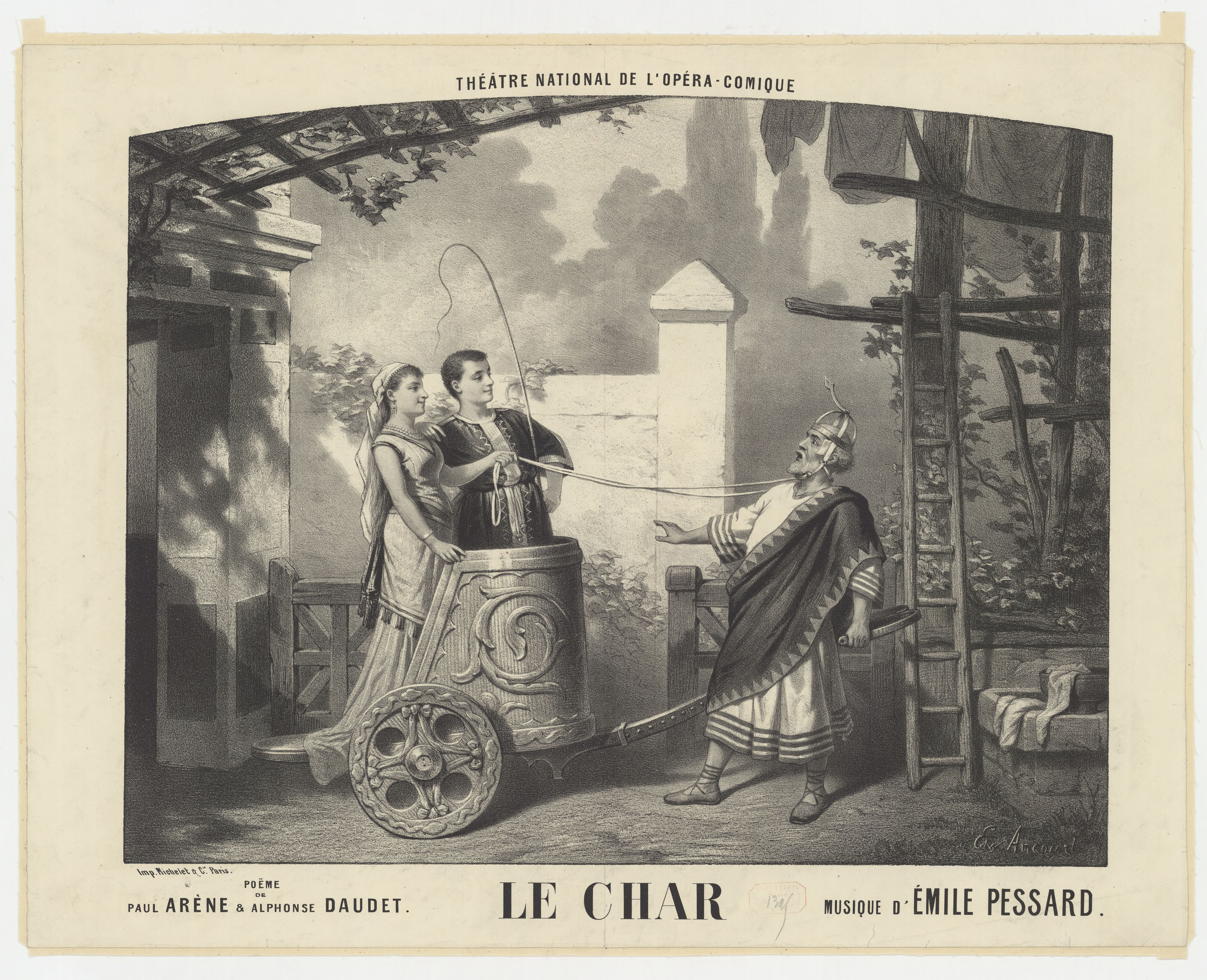
Le Char, cartaz de Edward Ancourt para a ópera de Emile Pessard, 1878
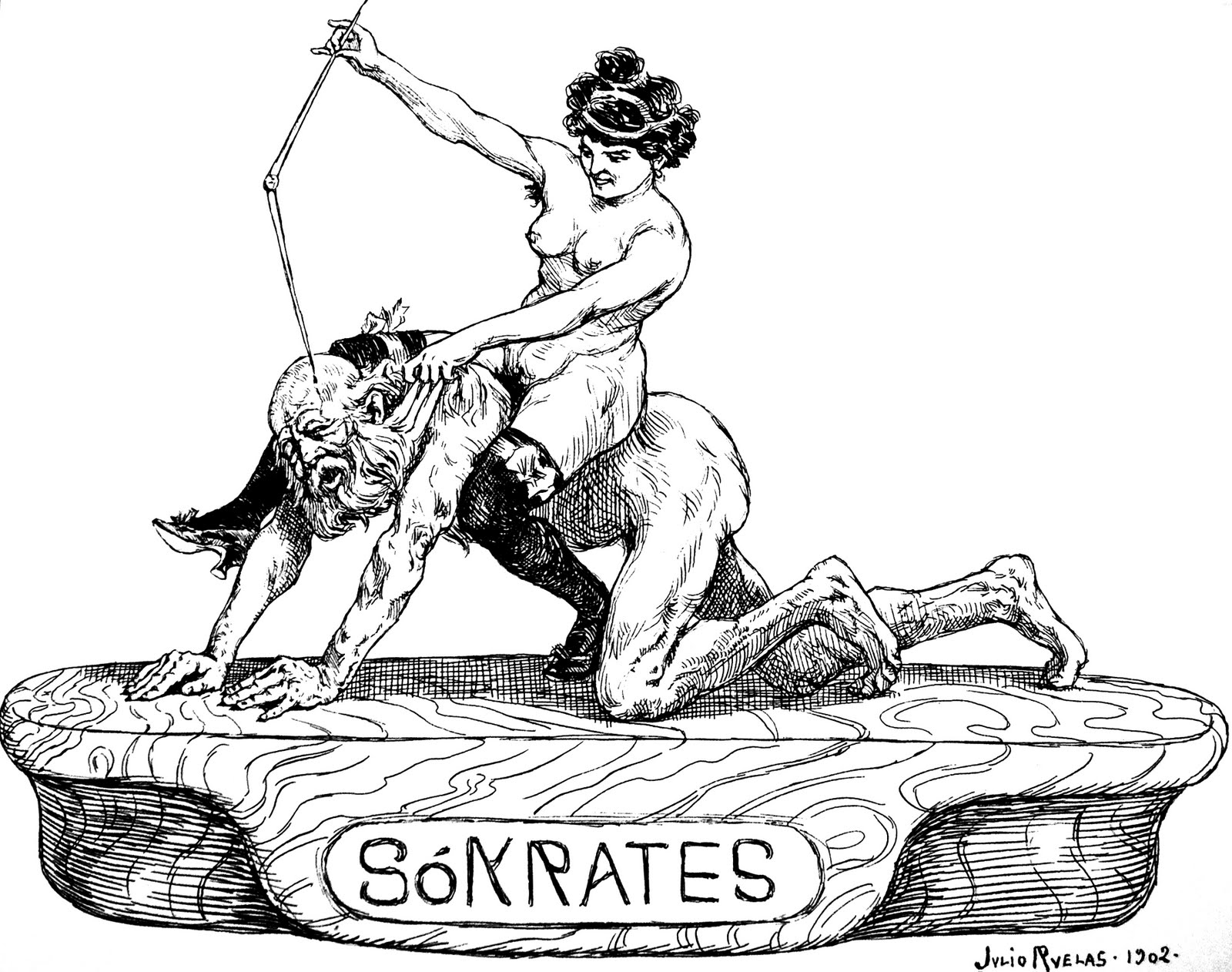
Sokrates, representação alternativa do conto de Fílis e Aristóteles, feita por Julio Ruelas em 1902